# Copestylum avida
Copestylum avida là một loài ruồi trong họ Ruồi giả ong (Syrphidae). Loài này được Osten Sacken mô tả khoa học đầu tiên năm 1877. Copestylum avida phân bố ở miền Tân bắc